# Dent de loup
 (mars 2025).
Si vous disposez d'ouvrages ou d'articles de référence ou si vous connaissez des sites web de qualité traitant du thème abordé ici, merci de compléter l'article en donnant les références utiles à sa vérifiabilité et en les liant à la section « Notes et références ».

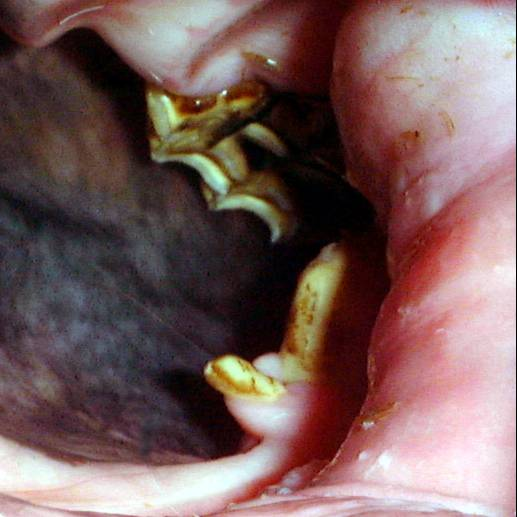
Dent de loup mandibulaire inhabituelle sur un Âne Sauvage de Somalie.

Les dents de loup sont des dents de cheval, en forme de piton, situées devant (rostrales) les dents jugales des chevaux et autres équins. Elles sont des vestiges des premières prémolaires et la première dent jugale est désignée comme la deuxième prémolaire même lorsque les dents de loup ne sont pas présentes. Torbjörn Lundström en Suède a déclaré qu'environ 45-50 % de 25000 chevaux avaient des dents de loup. Elles sont beaucoup moins fréquentes dans la mandibule (mâchoire inférieure) que dans le maxillaire (mâchoire supérieure).
Leur taille est extrêmement variable, de 3 mm de diamètre jusqu'à des racines de 2 cm de long. Dans un petit nombre de cas, elles peuvent être « molarisées » avec un bord irrégulier distinct de l'émail. Il est impossible de juger de la taille de la racine à partir d'un examen de la couronne, sauf pour dire que si la couronne est mobile il est alors très peu probable qu'il existe une grande racine intacte.
Il y a un débat quant à l'âge moyen d'apparition de ces dents. Tous les auteurs qui ont effectué des études rigoureuses suggèrent une apparition entre la naissance et 18 mois, bien que la plupart avancent une apparition entre 6 et 9 mois.
Quand deux dents de loups sont présentes l'une à côté de l'autre, il est très probable que l'une soit un fragment de la deuxième prémolaire caduque.

## Dents de loups invisibles
Ce sont des dents de loup qui n'ont pas percé la gencive. Elles peuvent rester entièrement sous la gencive. Une bonne règle qui prévaut dans la plupart des cas est :
Plus la dent de loup est vers l'avant (rostrale), plus il y a de chance qu'elle n'ait pas percé et que la racine de la dent soit parallèle au maxillaire.
Ceci est illustré dans le schéma ci-dessous où 106 et 406 sont les deuxièmes prémolaires selon le système triadan modifié et WT est la dent de loup. La couche rose représente la gencive.

## Problèmes pouvant être causés par une dent de loup
Les dents de loup normales, sans pathologie, ne sont pas intrinsèquement douloureuses pour un cheval qui n'a pas de mors dans sa bouche. Par contre il est certain qu'il existe des cas où les dents de loup causent des problèmes à cause du harnachement du cheval.
Quatre critères ont été postulés pour déterminer l'inconfort causé par une dent de loup.
- La dent de loup et/ou le parodonte est intrinsèquement douloureux
  - probable seulement si la dent est pathologique ou très lâche
  - cas peu probable si la dent de loup est saine
- Le mors pousse la joue vers une dent de loup grande ou pointue provoquant une douleur à la joue
  - probable si la dent de loup est grande et positionnée d'une manière à ce qu'elle soit en contact rapproché avec la muqueuse buccale
- Le mors touchant la dent de loup cause une douleur ou un inconfort
  - Possible si le mors est poussé vers la dent avec force ou si la dent est naturellement sensible à la pression ou au contact avec le mors
- Une dent de loup limite physiquement le mouvement du mors
  - Seulement avec une dent de loup très grande ou rostrale

## Indications pour l'extraction d'une dent de loup

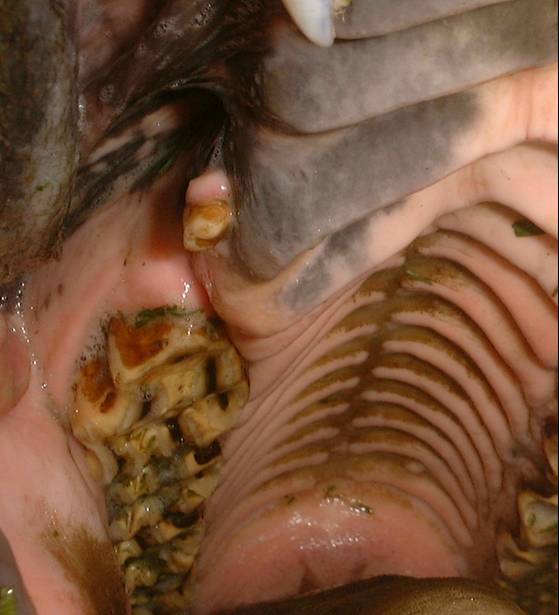
Une grande dent de loup rostrale.

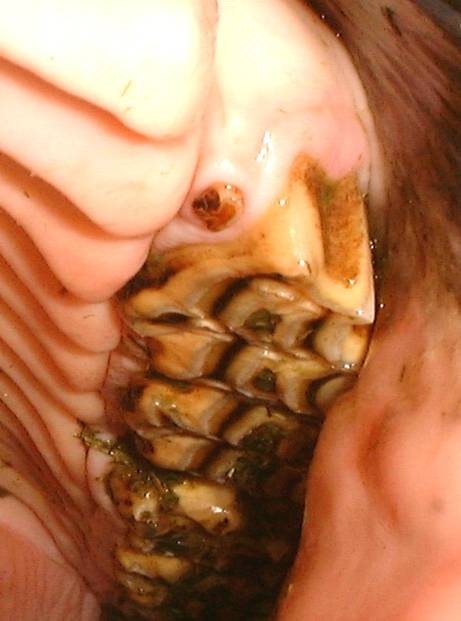
Un petit loup dent à proximité de la 2e prémolaire.

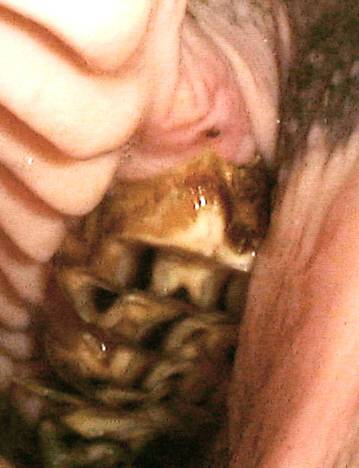
Une petite dent de loup ou un fragment de dent de loup.

Une école de pensée affirme que tous les chevaux montés doivent avoir leurs dents de loup extraites car si elles sont supprimées alors elles ne peuvent plus causer des problèmes et l'extraction n'est pas une procédure chirurgicale majeure. Avec les dents de loup retirées il est aussi plus aisé de positionner un mors. D'autres pensent qu'une dent de loup doit être extraite quand elle est susceptible de causer un problème. Très peu de vétérinaires ou de dentistes équins pensent qu'elles ne sont jamais un problème. Il est certainement utile d'évaluer l'état des dents de loup car certains propriétaires de chevaux sont réticents à les extraire à moins qu'elles ne soient très susceptibles d'être à l'origine de futurs problèmes.
Les facteurs suivants sont utiles dans la réalisation d'une évaluation:
- Position

- - Une dent de loup rostrale est plus susceptible d'avoir un contact direct avec le mors ou de pincer la muqueuse buccale poussée vers elle par le mors. Une dent de loup rentrée à l'intérieur de la 2e prémolaire est beaucoup moins susceptible d'être une cause de problèmes.

- Taille

- - Une grande dent de loup est plus susceptible de causer des problèmes même si une petite demande si peu de travail pour l'extraire qu'il est plus simple de l'enlever.

- Mouvement

- - Une dent de loup qui bouge est probablement petite, un fragment ou une fracture de la couronne. Dans tous les cas il est préférable de l'extraire.

- Dommages

- - Tout dent de loup endommagée est plus susceptible d'être douloureuse ou d'avoir un problème parodontal lié.

- Asymétrie

- - Le sens commun suggère que lorsqu'un cheval n'a qu'une dent de loup il est moins susceptible d'avoir une réponse uniforme au mors sur les deux rênes.

- Dents invisibles

- - Beaucoup de vétérinaires et de dentistes équins pensent que les dents de loup qui n'ont pas percé la gencive peuvent causer des problèmes.

- Maxillaire ou mandibulaire

- - Les dents de loup positionnées sur la mandibule sont plus susceptibles de causer des problèmes que celles du maxillaire car le mors est tiré vers la mandibule dans la plupart des positionnements de brides.

- Utilisation du cheval

- - Lorsqu'un cheval est de haut niveau il est moins acceptable d'avoir un doute sur d'éventuels problèmes pouvant être causés par une dent de loup.

- Âge du cheval

- - Lorsque des dents de loups sont découvertes sur un vieux cheval il existe de solides arguments pour le maintien d'un statu quo.

- Comportement du cheval

- - Il est considéré que lorsqu'un cheval avec des dents de loup ne répond pas bien au mors alors elles devraient être extraites.